# يهود عراقيون في إسرائيل
اليهود العراقيون في إسرائيل هم المهاجرين وأبناء مهاجري الجاليات اليهودية العراقية، الذين يقيمون الآن داخل إسرائيل. يبلغ عددهم حوالي 450,000. بين عامي 1950–1952، تم نقل 120,000–130,000 (أي حوالي 75%) من الطائفة اليهودية العراقية إلى إسرائيل في إطار عملية عزرا ونحميا.

## شخصيات بارزة
- عوفاديا يوسف
- بنيامين بن إليعازر
- إيلي عمير
- دان حالوتس
- صامويل حايك
- افيخاي ادرعي